# Börstholmen
Börstholmen is een Zweeds eiland in de Råneälven. Het eiland ligt in een plaatselijke verbreding van de rivier. Het heeft geen oeververbinding en is onbewoond. Bij laag water wordt het eiland 1,5 maal zo groot.
Storholmen · Storselaholmen · Storholmen · Sladaholmen · Hedholmen · Notholmen · Svedjeholmen · Tomasholmen · Niemiholm · Lillholmen · Färholmen · Sundbergholmen · Killingholmen · Holmen · Prästholmen · Börstholmen · Längholmen · Degerholmen · Kullen · Kaninholmen · Andholmen